# تنغير
تنغير هي مدينة في إقليم تنغير بجهة درعة تافيلالت في الجنوب الشرقي للمغرب، وهي تضم 984 41 نسمة، حسب الإحصاء العام للسكان والسكنى لسنة 2014. يحدها شمالاً جماعة تودغى العليا، وجنوباً وغرباً جماعة واكليم، وشرقاً جماعة تودغى السفلى. وهي تبعد بـ 165 كلم عن مدينة وارزازات، وبـ 135 كلم عن مدينة الرشيدية.

## التسمية
ظهرت تسمية تنغير أثناء الاستعمار الفرنسي الذي بدأ حوالي عام 1912، وفي الواقع هذه التسمية تعود إلى جبل إيغير الذي يطل على مدينة تنغير. وعلى الجانب الجنوبي من هذا المرتفع، تم بناء المحكمة والمؤسسات الإدارية الأخرى، بما في ذلك مركز الشرطة. وقد عُرفت هذه المنطقة منذ ذلك الحين باسم إديس نغير. هكذا جسد مصطلح إيغير كل ما له علاقة بالإدارة والدولة وما يتعلق بهما. تم استبدال تسمية إيديس نيغير بتين إغير، ومع المدة تلاشى اسم تين إغير وتم تعويضه باسم تنغير الأسهل في النطق.

## التعليم
قائمة المؤسسات التعليمية في مدينة تنغير:
| التعليم الإبتدائي | التعليم الإعدادي والثانوي | التعليم الخصوصي                              | التكوين المهني                         |
| --- | --- | -------------------------------------------- | -------------------------------------- |
| - مدرسة تيكوتار - مدرسة أيت أوجنا - مدرسة المضايق - مدرسة سيدي مسكور - مدرسة المختار السوسي - مدرسة الوفاء - مدرسة حلول - مدرسة توريرت نمزيلن - مدرسة أفانور - مدرسة تجماصت - مدرسة 20 غشت | - إعدادية الوفاء - إعدادية الخوارزمي - إعدادية زايد أحمد - ثانوية صلاح الدين الأيوبي - ثانوية ابن الأدهم - ثانوية سيدي محمد بن عبد الله - ثانوية المرابطين | - مؤسسة طاهيري - مؤسسة الرواسي - مؤسسة أسلمد | - المعهد المتخصص للتكنولوجيا التطبيقية |

## الصحة
قائمة المؤسسات الصحية في مدينة تنغير:
- المستشفى الإقليمي لتنغير
- المركز الصحي الحضري بئر انزران
- 14 صيدلية

## الاقتصاد
اقتصاد المدينة يعتمد أساسا على الزراعة والتجارة والخدمات المتعلقة بالسياحة بالإضافة إلى وجود أكبر منجم للفضة الصافية بإفريقيا بجبال المدينة «منجم إميضر». اضافة الى سد تودغا الدي يعتبر تان اكبر سد بدرعة تافيلالت و الجنوب الشرقي للمملكة اضافتا الى انه يصنف ضمن  اكبر 20 سد بالمغرب 
ومع هذا كثير من الأسر تعيش على الأموال المحولة من قبل المغاربة المقيمين بالخارج.

## السياحة
تعد تنغير كواحدة من أهم المواقع السياحية في المغرب، إذ أصبحت في الآونة الأخيرة قبلة للسياح الذين يأتون إليها للاستمتاع بجمالها الطبيعي وإرثها الثقافي، ومن بين أشهر المواقع الموجودة في تنغير هي مضايق تودغى، جبل صغرو وواحة تنغير بنخيلها الشامخ وبحيرة السمك المقدس، إلى جانب القصبات والدور التي يعود تاريخ بعضها إلى عام 1630م.

## من مشاهير اقليم تنغير
- عبد العزيز برادة
- كريم بلعربي
- رشيد حسني
- يوسف العربي
- عبد الحميد الكوثري
- كمال هشكار
- محمد رويشة
- إلياس بن صغير
- موح ن ٠السوق
- الياس بن صغير